# Minimundus

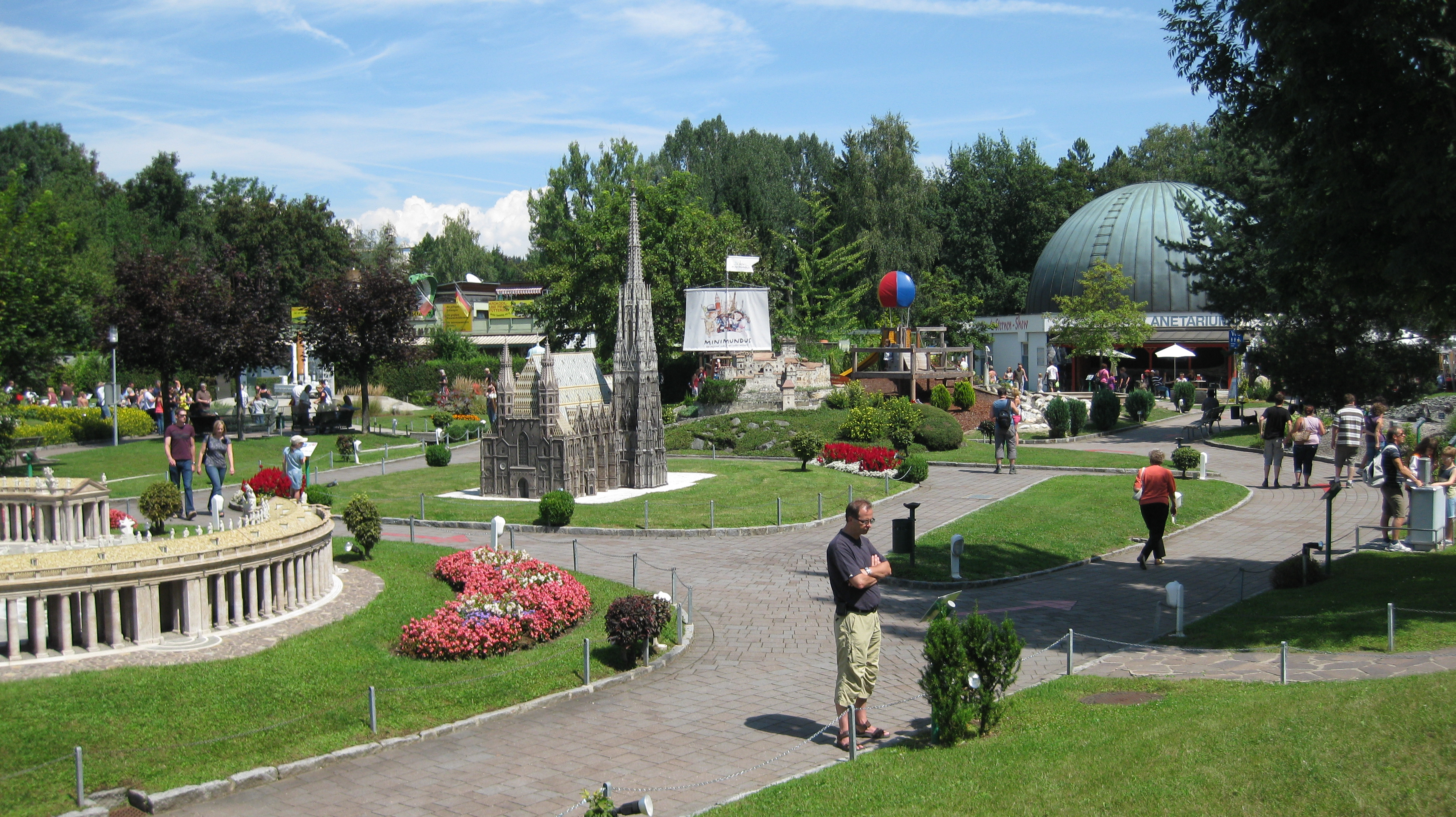
Freizeitpark Minimundus in Klagenfurt

Minimundus ist ein einzigartiger Miniaturenpark in Klagenfurt am Wörthersee, Kärnten.
Auf einem 26.000 m² großen Gelände werden insgesamt 165 originalgetreue Modelle weltberühmter Bauwerke, Schiffe und Züge aus allen Kontinenten präsentiert – und das im Maßstab 1:25.
Besonders hervorzuheben sind zwei Ausnahmen: Das bereits im Jahr 1959 errichtete Modell der Burg Hochosterwitz sowie das imposante Passagierschiff Queen Mary. Letzteres wäre mit seiner Länge von 12,43 m im regulären Maßstab zu lang für den Parkteich und wurde deshalb in einem kleineren Maßstab realisiert.
Im Jahr 1958 übernahm Peter Zojer den Miniaturenpark „Minieurop“, der damals aus nur 20 Modellen bestand. Gemeinsam mit dem Briten Basil Gardner MacTaggart, der eine finanzielle Unterstützung organisierte und den neuen Namen „Minimundus“ prägte, entwickelte Zojer das Konzept weiter. Am 3. Juli 1959 wurde der modernisierte Park auf einer Fläche von 15.000 m² feierlich eröffnet.
Bereits im Jahr 1967 begrüßte Minimundus seinen millionsten Besucher. Im Jahr 1977 erfolgte eine Erweiterung auf 26.000 m², wenig später – in den Jahren 1982/83 – kam eine eigene Werkstatt hinzu. Die Neugestaltung des Nordteils folgte 1993/94. Von 2003 bis 2007 war das benachbarte Planetarium, das im Jahr 1977 gebaut worden war, in den Sommermonaten nur über Minimundus zugänglich.
Im Jahr 2008 wurde der Park offiziell dem Verein „Rettet das Kind – Kärnten“ übertragen, bei dem sich Gründer Peter Zojer als Landesobmann engagierte. Eine bedeutende Weiterentwicklung folgte 2015/16 mit der Errichtung einer 1.500 m² großen Indoor-Ausstellungsfläche – seitdem ist der Park ganzjährig geöffnet. Und im Jahr 2022 wurde das Erlebnis um ein spektakuläres Riesenrad mit 36 Gondeln erweitert.

## Öffnungszeiten
Bis zum Jahr 2016 blieb Minimundus in den Wintermonaten geschlossen. Seit der Errichtung der Indoor-Ausstellungsfläche ist der Park jedoch ganzjährig zugänglich. Dennoch gibt es weiterhin zwei saisonale Schließzeiten – jeweils für mehrere Wochen im November und im April –, die für Umbauten und Wartungsarbeiten genutzt werden. (Stand: 2025)

## Auswahl der Modelle
Mehr als ein Drittel der aktuell 165 Modelle (Stand: 2025) stellt Bauwerke von regionaler Bedeutung aus Österreich dar. Die restlichen Miniaturen repräsentieren internationale Wahrzeichen – allerdings nicht vollständig oder durchgängig repräsentativ.
Kurios ist ein Detail des aktuellen Logos von Minimundus: Es zeigt die Sphinx und die Chephren-Pyramide von Gizeh – Modelle, die im Park am Wörthersee gar nicht ausgestellt sind. Sie waren stattdessen im Mini Mundus Bodensee zu sehen, der bis 2012 geöffnet war. Im Modellpark in Klagenfurt ist jedoch die beeindruckende, neunstufige Maya-Pyramide El Castillo aus Chichén Itzá zu bestaunen.
In den Wintermonaten werden einige Modelle an frostfreien Orten wie Einkaufszentren präsentiert. Im Park selbst werden zahlreiche Miniaturen mit Schutzdächern versehen, um sie vor Schnee und Frost zu bewahren.
Seit dem Jahr 2017 wird der Wasserspiegel rund um die Freiheitsstatue bei Minimundus abgesenkt, um Platz für eine Eisfläche zu schaffen. Die Modelle erhalten schützende, transparente Banden, damit sie auch im Winter sicher bewundert werden können. Die „Winterwunderwelt“ bietet ein buntes Indoor-Unterhaltungsprogramm sowie eine reduzierte Animation im Außenbereich.

## Modellbau
Für den Bau der Miniaturen kommen echte Baustoffe wie Sandstein, Tuffstein und Stahl zum Einsatz. Der Gebäudekern wird zunächst aus Stahlbeton gegossen, anschließend mauern Modellbauer die zugeschnittenen Steine sorgfältig auf. Figuren – wie die Apostel an der Frontfassade des Petersdoms – werden von Hand geschnitzt. Fenster werden in Serie aus Epoxidharz abgegossen.

## Kooperationen
Minimundus Klagenfurt war zeitweise Teil eines internationalen Joint-Ventures mit Mini Mundus Bodensee. Obwohl Mini Mundus Bodensee wirtschaftlich unabhängig war und der Park im Jahr 2013 seinen Betrieb eingestellt hat, bestand eine enge Zusammenarbeit im Bereich der Miniaturen.

## Auswahl einiger Modelle

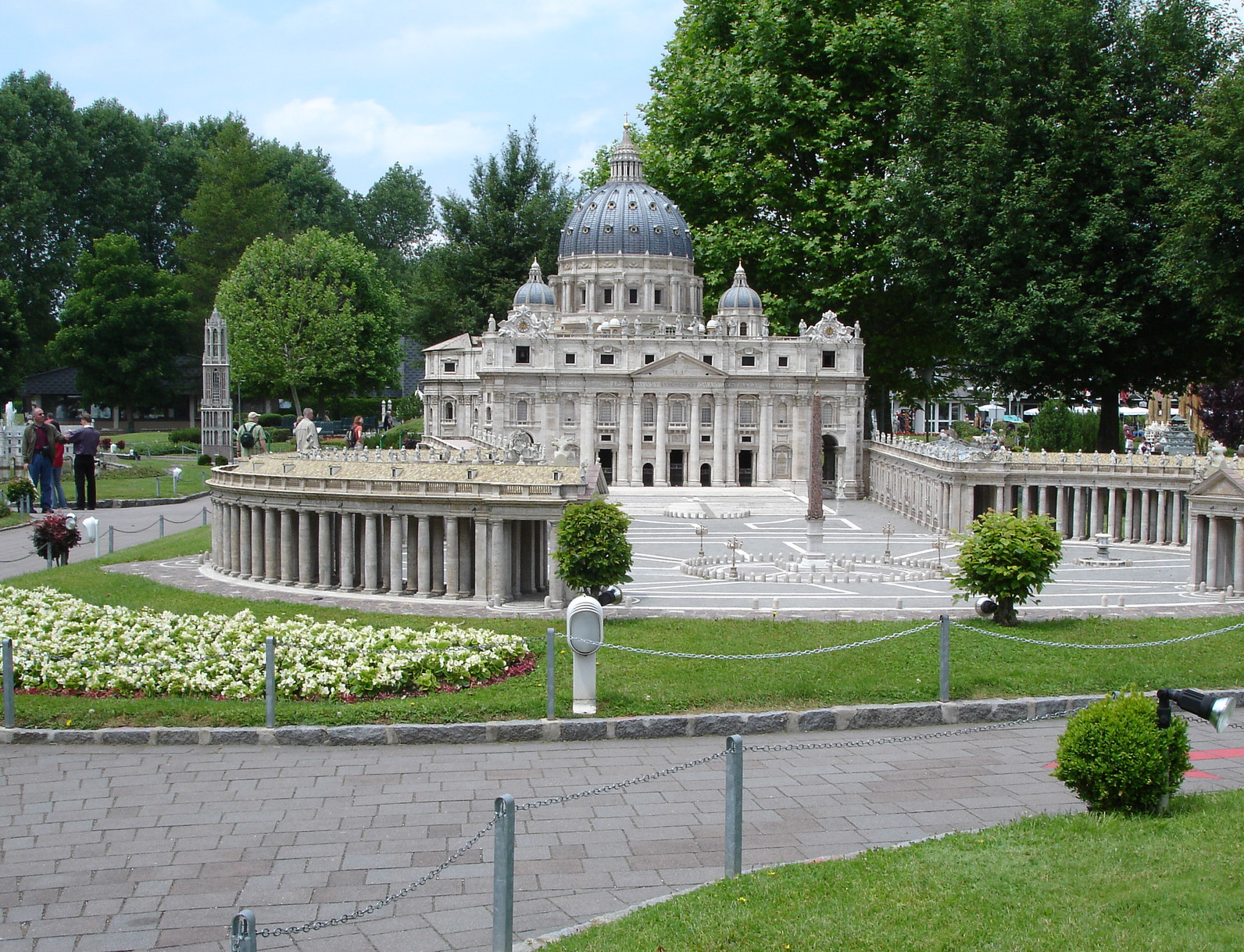
Petersdom, eines der größten Exponate in Minimundus
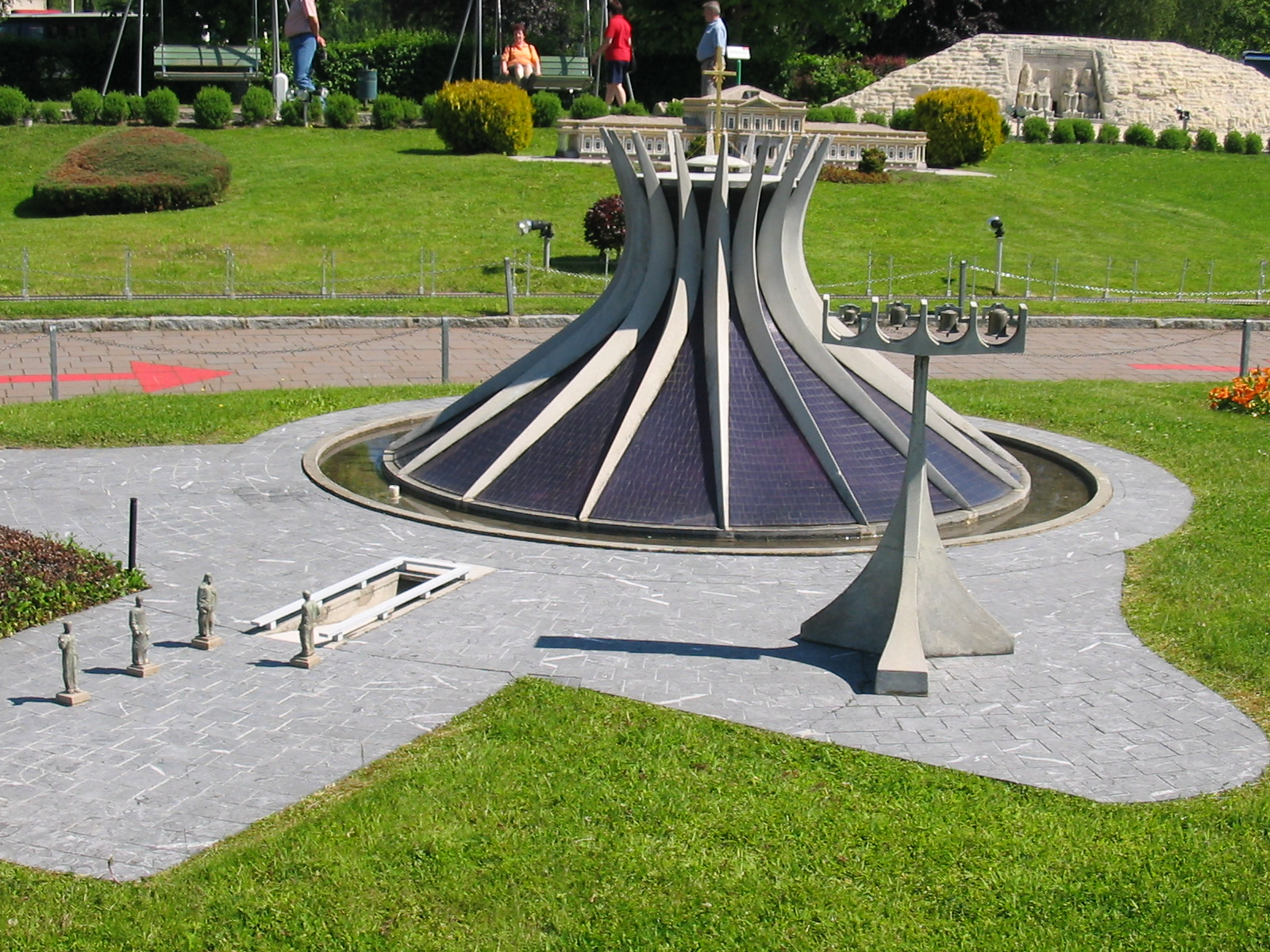
Kathedrale von Brasília, Brasilien
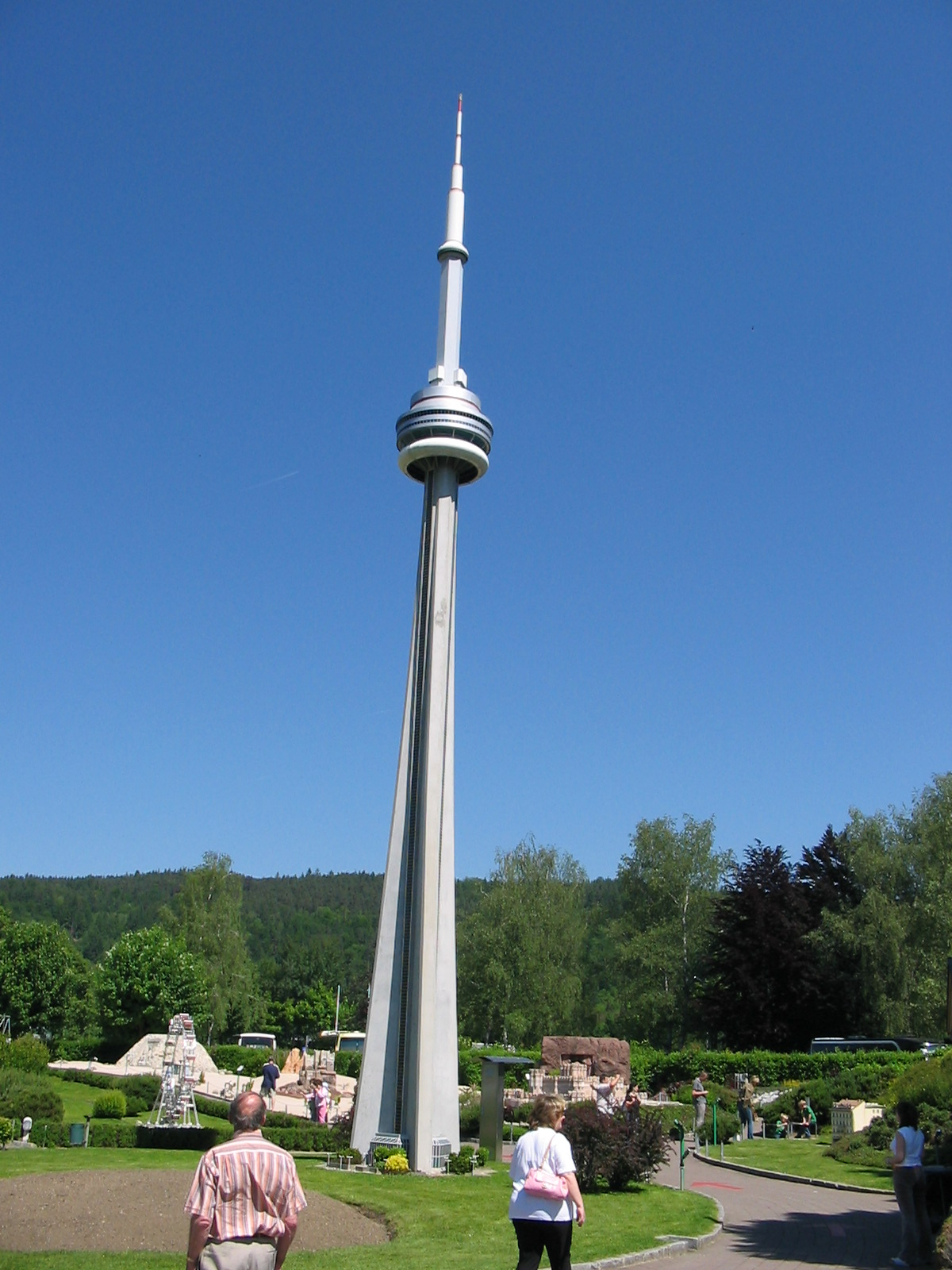
CN Tower, Toronto, Kanada
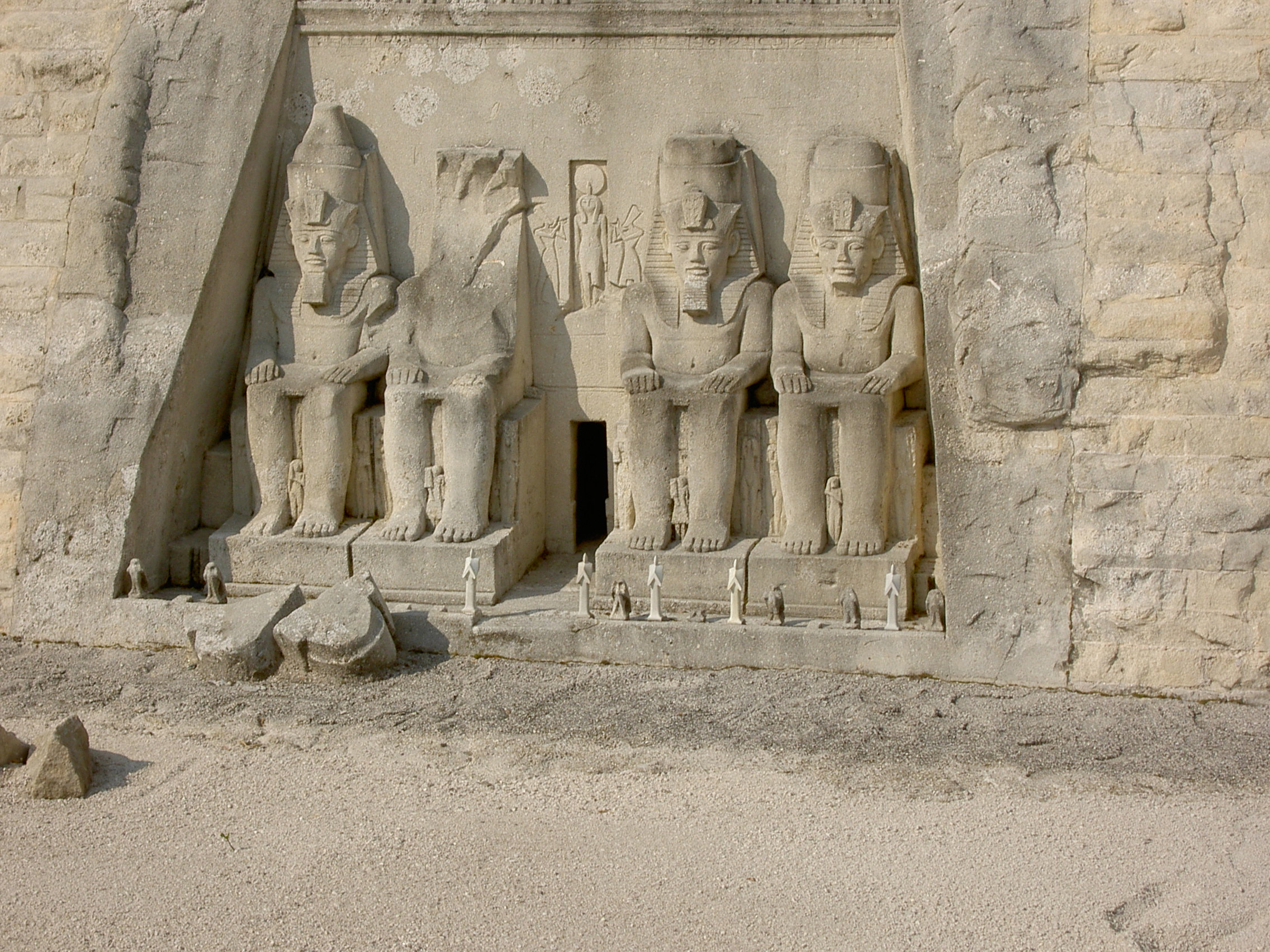
Tempel von Abu Simbel, Ägypten
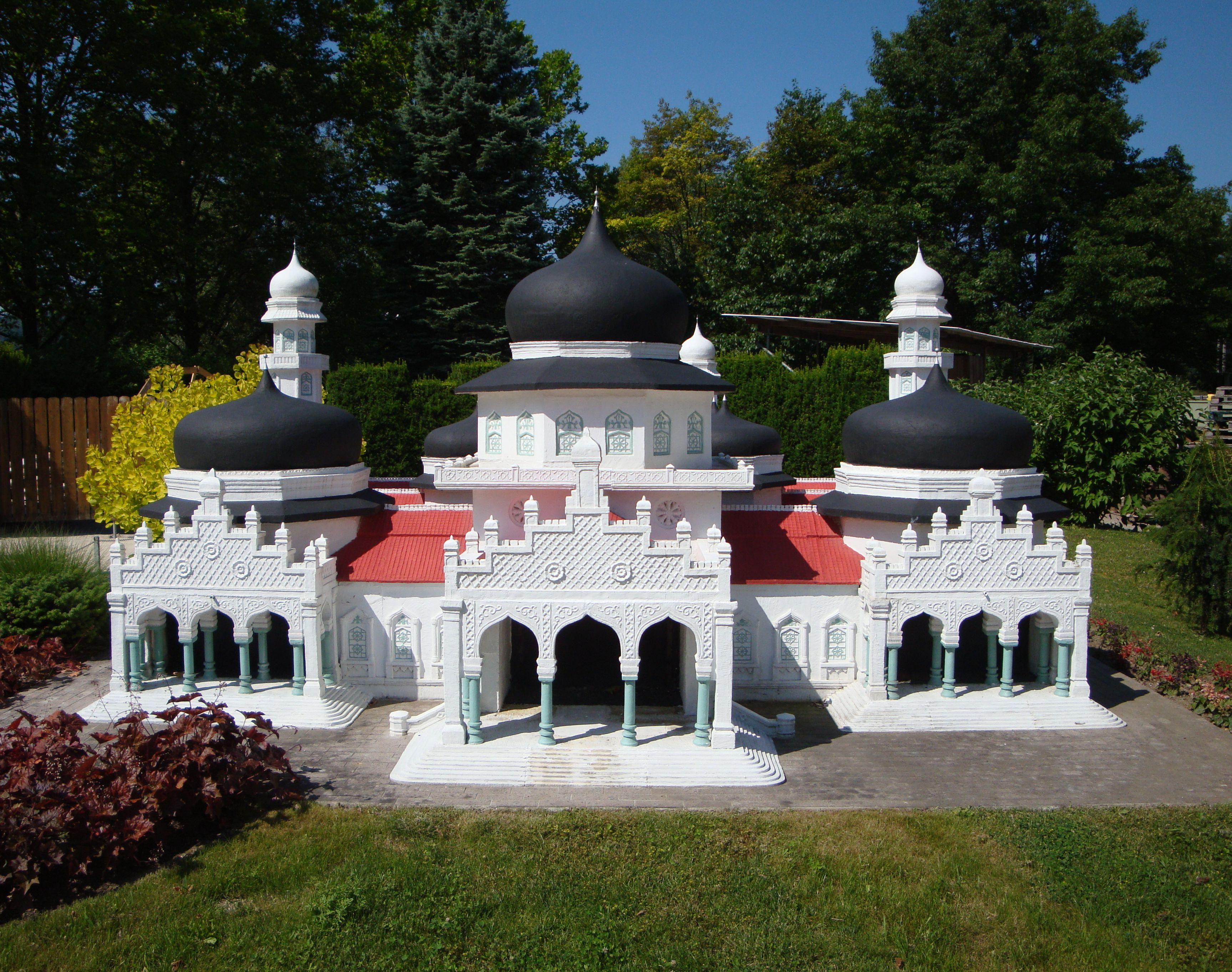
Moschee von Banda Aceh, Sumatra, Indonesien
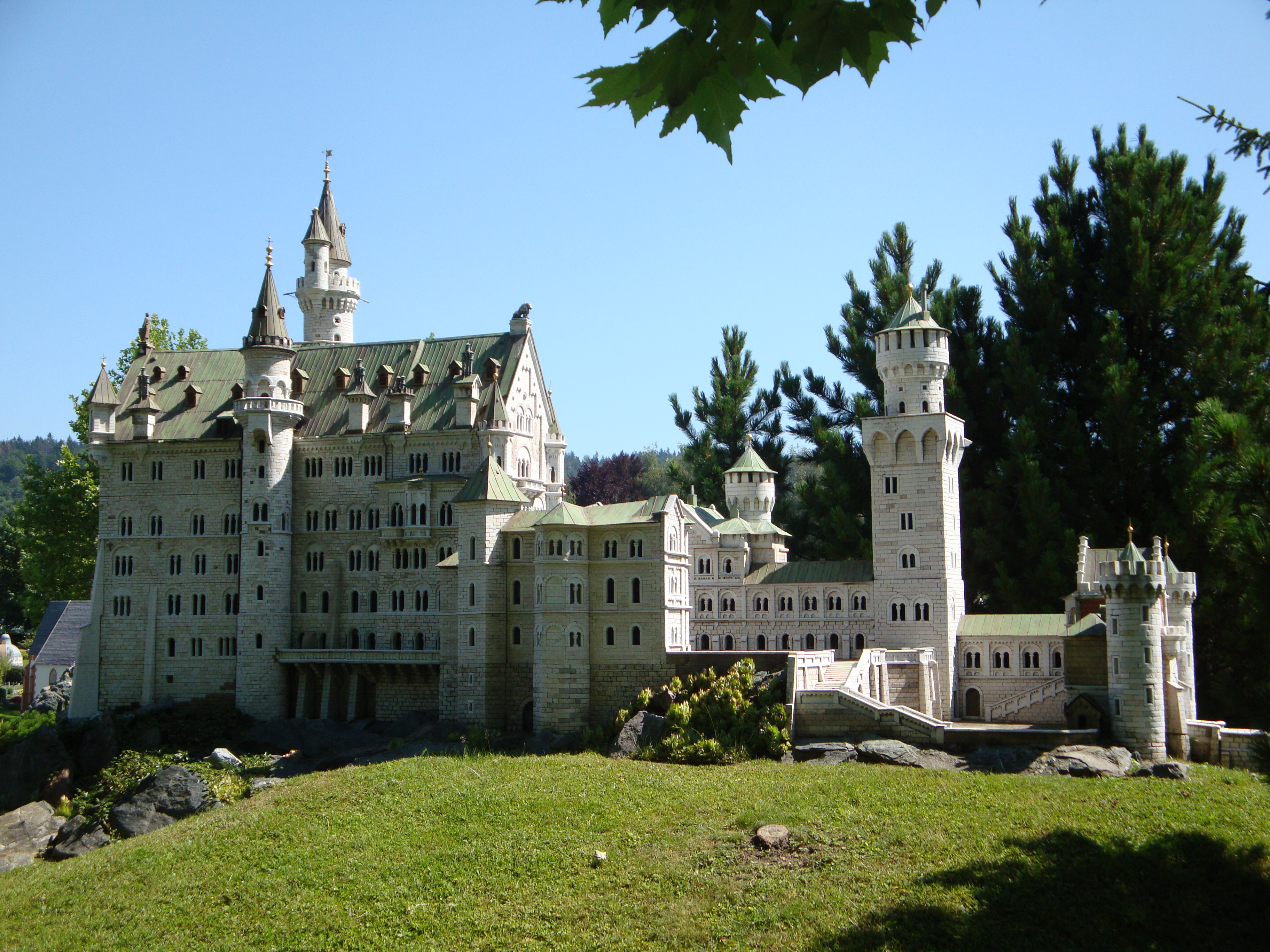
Schloss Neuschwanstein, Bayern, Deutschland
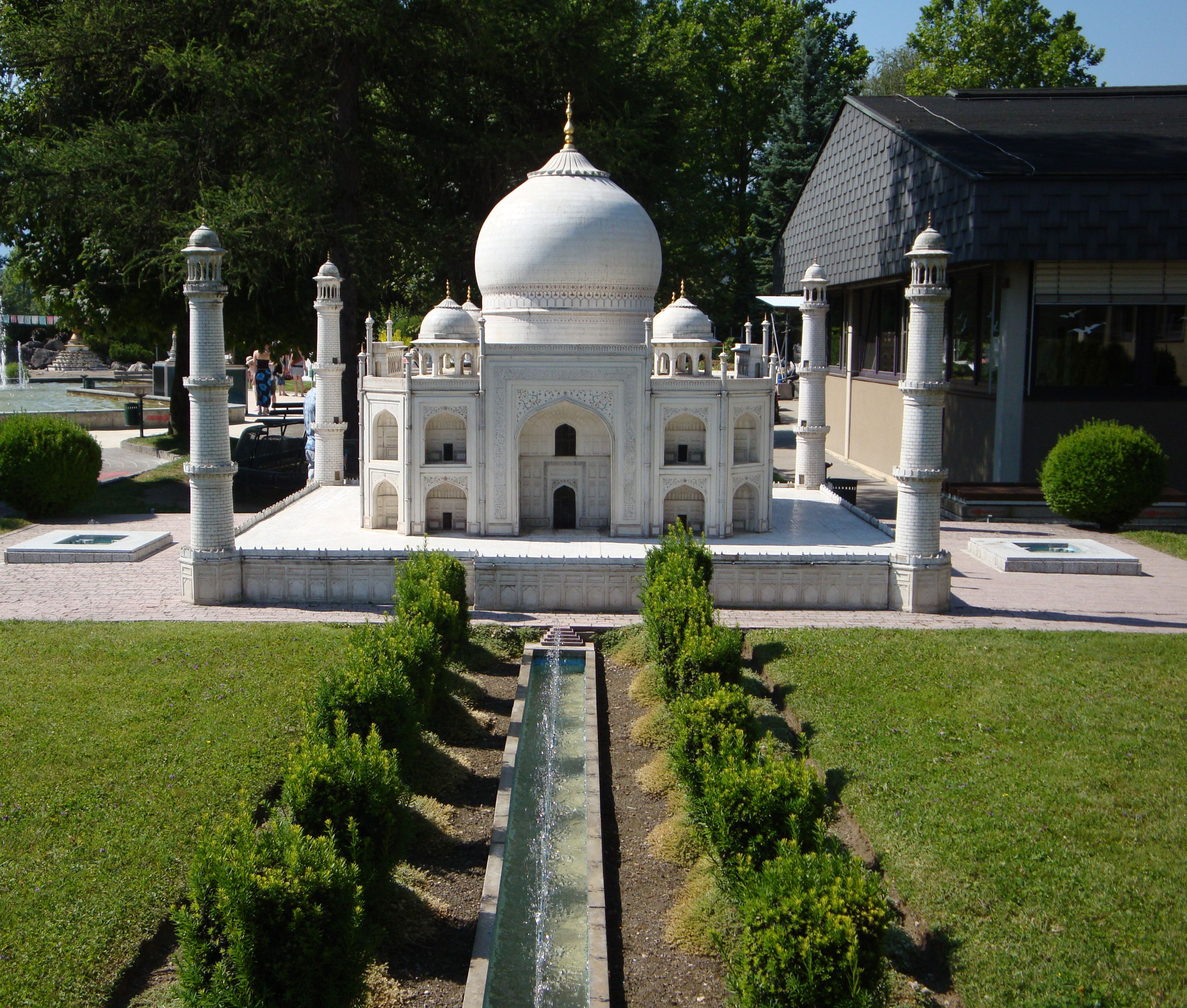
Taj Mahal, Agra, Indien
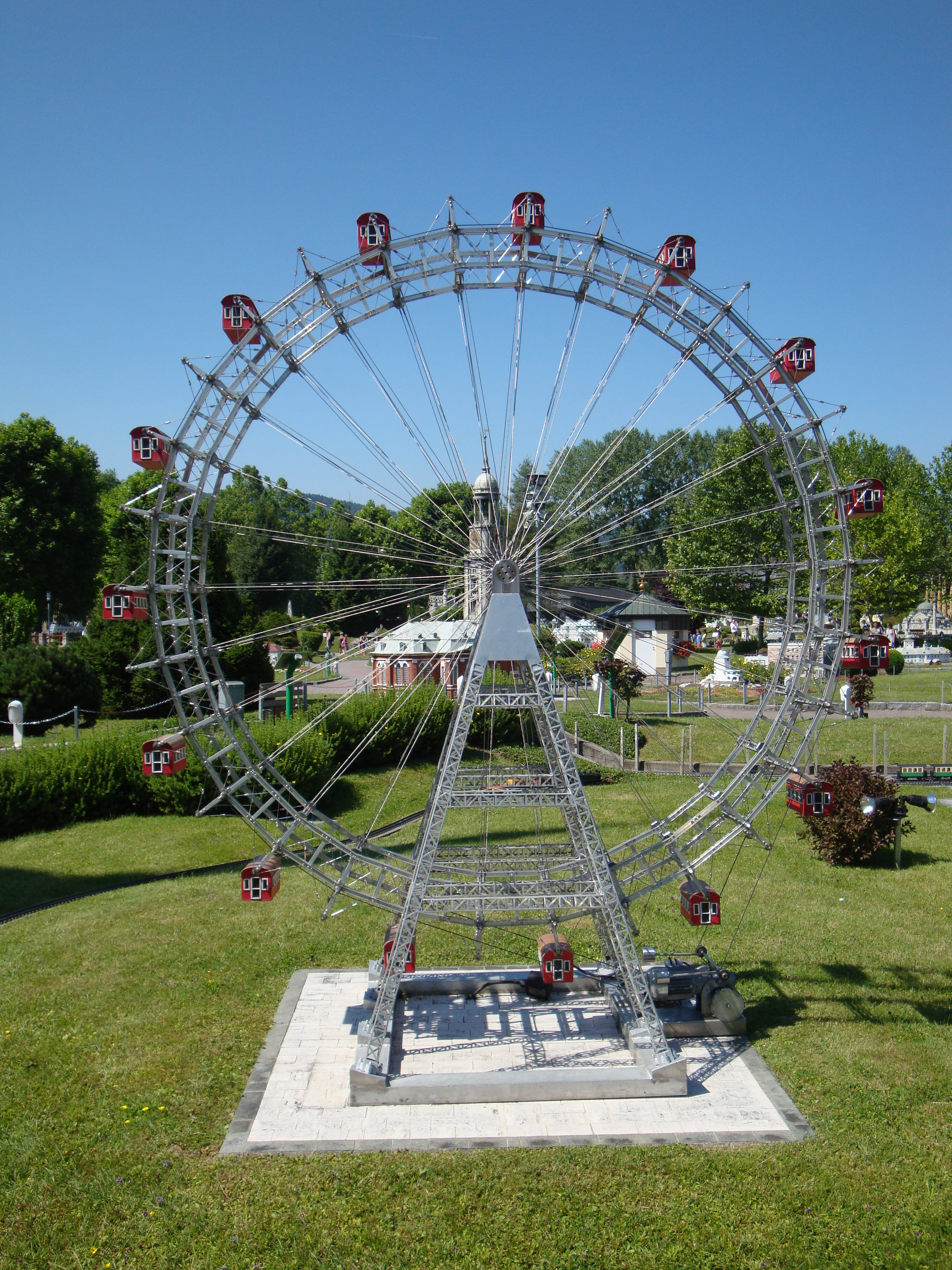
Wiener Riesenrad, Wien, Österreich
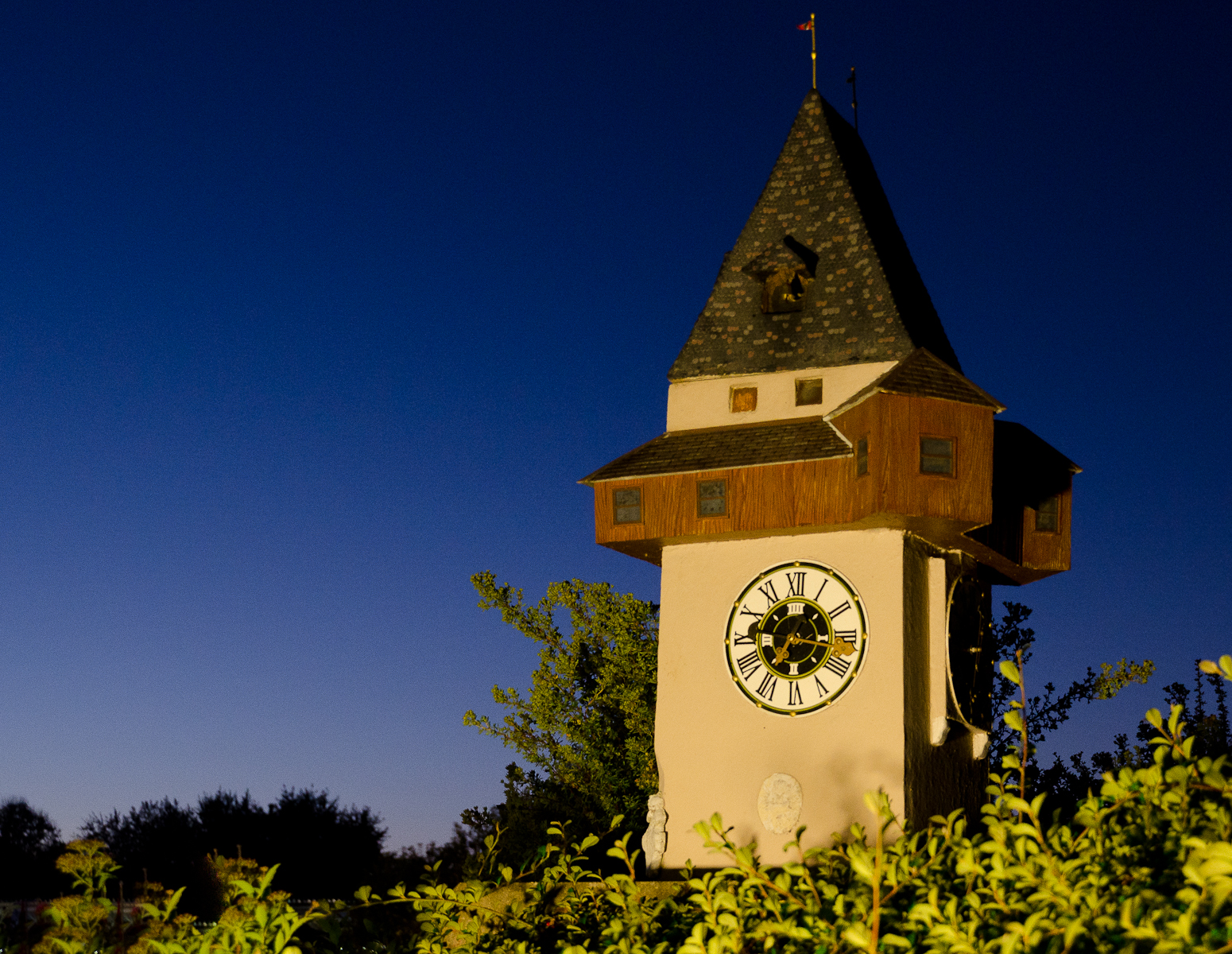
Grazer Schloßberg mit Uhrturm bei Nacht